# Westerlund 1-20
Westerlund 1-20 ist ein Roter Überriese im Sternbild Altar. Er ist Teil des offenen Sternhaufens Westerlund 1, in dem noch drei weitere rote Überriesen, Westerlund 1-26, Westerlund 1-75 und Westerlund 1-237 bekannt sind.

## Eigenschaften
Die Entfernung zu Westerlund 1-20 wird mit 3,5 4,12 {\displaystyle _{-0,33}^{+0,66}} oder 4,35 (± 0,20) kpc angenommen; 3,5 bzw. 4,35 kpc entsprechen 11.415 bzw. 14.185 Lichtjahren. Der Stern wird in die Spektralklasse M5Ia bzw. M6I eingeordnet. Seine Anfangsmasse wird auf 15 bzw. 17 M☉ geschätzt, die sich durch Massenverlust verringert hat. Sein Alter dürfte bei 10 bzw. 15,8 Mio. Jahren liegen.
Für seine effektive Oberflächentemperatur werden die folgenden Werte angegeben: 3500 bzw. 3550 ± 100 K. Für seine Leuchtkraft werden folgende Werte angegeben: 105.000 oder 125.893 L☉.

### Radius
Der Radius des Sterns kann mittels einer Formel, die auf dem Stefan-Boltzmann-Gesetz beruht, als ein Vielfaches des Sonnenradius R☉ bestimmt werden:
{\displaystyle {R}=\left({\frac {T_{\odot }}{T}}\right)^{2}{\sqrt {\frac {L}{L_{\odot }}}}\cdot {R_{\odot }}}
Mit den Werten für die effektive Oberflächentemperatur T☉ = 5772 und für die Leuchtkraft L☉ = 1 der Sonne sowie den entsprechenden, modellierten Werten T = 3500 und L = 125.893 kann der Radius von Westerlund 1-20 mit 965 R☉ bestimmt werden.
Mit alternativen Werten von T = 3550 ± 100 und L = 1,05 ± 0,13 * 105 kann der Radius mit 858 ± 48 R☉ bestimmt werden.